# Juegos de Micronesia
Los Juegos de Micronesia (o "Micro Games") es un evento cuatrienal internacional multideportivo que se realiza en Micronesia. Los Juegos se celebraron por primera vez en 1969 en Saipán, Islas Marianas del Norte. Los Juegos de MIcronesia de 2010 debían celebrarse inicialmente en Majuro (Islas Marshall), hasta que los anfitriones se retiraron. La edición de 2010 fueron organizados por Palaos. Los Estados Federados de Micronesia ganaron la licitación para organizar la edición de 2014 en el estado de Pohnpei, y luego ganaron nuevamente contra el CNMI para los Juegos de Micronesia de 2018 que se celebraron en el estado de Yap.

## Participantes
Entre los participantes están cuatro países soberanos (Islas Marshall, Kiribati, Nauru y Palaos), el área insular estadounidense en unión política con Estados Unidos (las Islas Marianas del Norte), un territorio organizado no incorporado de los Estados Unidos (Guam), los cuatro estados constituyentes de los Estados Federados de Micronesia (Chuuk, Pohnpei, Kosrae e Yap, que compiten por separado).
Estos diez participantes están todos ubicados en el grupo de islas de Micronesia, en Oceanía.
Todos los participantes también participan en los Juegos del Pacífico, menos los Estados Federados de Micronesia que compiten como un solo país.

## Ediciones
| Edición | Año  | Ciudad  | País                     | Fecha                    | Local                     | Número de eventos | Número de atletas |
| ------- | ---- | ------- | ------------------------ | ------------------------ | ------------------------- | ----------------- | ----------------- |
| I       | 1969 | Saipán  | Islas Marianas del Norte | 4–12 de julio            |                           |                   |                   |
| II      | 1990 | Saipán  | Islas Marianas del Norte | 7–15 de julio            |                           |                   |                   |
| III     | 1994 | Agana   | Guam                     | 27 marzo– 2 de abril     |                           |                   |                   |
| IV      | 1998 | Koror   | Palaos                   | 1–9 agosto               |                           |                   |                   |
| V       | 2002 | Palikir | Micronesia               | 21–30 julio              |                           |                   |                   |
| VI      | 2006 | Saipán  | Islas Marianas del Norte | 23 de junio – 4 de julio |                           |                   |                   |
| VII     | 2010 | Koror   | Palaos                   | 1–10 agosto              |                           |                   |                   |
| VIII    | 2014 | Pohnpei | Micronesia               | 20–29 de julio           |                           |                   |                   |
| IX      | 2018 | Yap     | Micronesia               | 15–27 de julio           | Complejo Deportivo de Yap |                   |                   |

## Eventos
Las modalidades integrantes son el atletismo, baloncesto, béisbol, golf, lucha, fútbol, natación, Pesca submarina, softbol, tenis de mesa, triatlón, voleibol y voleibol playa.
En los Juegos de Micronesia, también ocurren eventos que están en el programa y que son específicos para los países participantes. El va'a, y los deportes locales escalada de cocotero y descascar el coco y también el "micro all around" que es una competición que implica las siguientes competiciones locales: lanzamiento de palillo de pescar, natación, saltos ornamentales y los deportes locales escalada de cocotero y descascar el coco. Estos eventos fueron oficiales en la última edición de los Juegos de Micronesia de 2006.